# Brooklyn Park
Brooklyn Park je město ve Spojených státech amerických. Nachází se v okrese Hennepin County ve státě Minnesota. Ve městě žije přibližně 86 tisíc obyvatel a jeho rozloha činí 68,8 km². Je předměstím Minneapolis a šestým nejlidnatějším městem v Minnesotě. V USA je Brooklyn Park 437. nejlidnatějším městem.
V letech 1991 až 1995 byl starostou města wrestler Jesse Ventura. Ve městě sídlí vysoké školy Rasmussen University, North Hennepin Community College a Hennepin Technical College. Východní hranici města tvoří řeka Mississippi.